# Bergling
Bergling är ett svenskt efternamn, som enligt offentlig statistik tillgänglig i juni 2018 bärs av 371 personer bosatta i Sverige.

## Personer med efternamnet Bergling
- Birger Bergling (1903–1973), teaterdekorationschef
- Gunnar Bergling (född 1944), pastor och författare
- John Bergling (1868–1933), arkitekt,  målare och etsare
- Klas Bergling (född 1945), företagsledare
- Lall Bergling (1866–1955), konstnär
- Linda Bergling (född 1948), pastor och författare, tidigare Graaf
- Morris Bergling (1898–1982), missionär, skolman, präst och författare
- Stig Bergling (1937–2015), polis, spion
- Tim Bergling (1989–2018), musikproducent och låtskrivare, känd som Avicii
- Wilhelm Bergling (1906–1991), missionär och författare

## Släkter
Från uppgifter i personernas biografier kan två släktträd sättas samman:

### Aviciis familj
- Birger Bergling (1903–1973), teaterdekorationschef
  - Klas Bergling (född 1945), företagsledare, gift med
  - + Anki Lidén (född 1947), skådespelare
    - Tim Bergling (1989–2018), låtskrivare, känd som Avicii

### Missionärsfamiljen
- Robert Bergling (1867–1930), kinamissionär från Forsa Bruk, Södermanland. Son till Adolf Vilhelm Bergling, hammarsmed vid Forsa Bruk.
  - Morris Bergling (1898–1982), missionär, skolman, präst och författare
  - Wilhelm Bergling (1906–1991), missionär och författare
  - Dagny-Edla Bergling (1900-1995), Kinamissionär
  - Martin Bergling (1903-1975), Kinamissionär, Japanmissionär, kyrkoherde
  - Rolland Bergling (1907-1978), entreprenör
  - Rudolf Bergling (1913–1984), kantor och diakon, gift med Edna Styrelius, dotter till Nils och Olga Styrelius, Kinamissionärer.
    - Gunnar Bergling (född 1944), pastor och författare, sedan 1985 gift med
    - +Linda Bergling (född 1948), pastor och författare (tidigare gift med Kenneth Graaf och har med denne döttrarna Magdalena Graaf och Hanna Graaf)
    - Staffan Bergling (1942-2013), advokat
    - Cecilia Bergling (född 1947)